# Antonio Buzzi (compositore)
Antonio Buzzi, conosciuto anche come Antonio Buzi (Roma, 13 novembre 1808 – Milano, 3 maggio 1891), è stato un compositore italiano.

## Biografia
Figlio di Leopoldo Buzzi e Teresa Lucidi, iniziò come corista nel Guglielmo Tell di Gioachino Rossini all'Accademia Filarmonica Romana. Nominato maestro concertatore nel 1837 nella stessa accademia e al teatro Apollo, in quest'ultimo esordì con la Beatrice di Tenda di Vincenzo Bellini. Nel 1841 si trasferì in Spagna con una compagnia d'opera italiana e successivamente divenne impresario del teatro Principal di Barcellona, dove mise in scena la sua opera La lega lombarda il ventitré febbraio 1850.
Pochi anni più tardi si recò a Milano, dove fu nominato maestro concertatore degli «imperiali regi teatri», dedicandosi soprattutto alla composizione di melodrammi.

## Opere
- Bianca Cappello (libretto di Camillo Giuliani, 1842, Roma)
- Saul (tragedia lirica, libretto di Camillo Giuliani, 1843, Ferrara)
- La lega lombarda nel secolo XII (dramma lirico, libretto di Filippo Meucci, 1846, Parigi)
- La sposa del crociato (libretto di Giovanni Battista Canovai, 1852-1853, Cremona)
- Il convito di Baldassarre (tragedia lirica, libretto di Giovanni Battista Canovai, 1853, Milano)
- Ermengarda (libretto di Filippo Meucci, 1853, Trieste)
- Sordello (libretto di Temistocle Solera, 1856, Milano)